# Will Hondermarck
William Mbongo Desire Hondermarck (Orléans, 21 novembre 2000) è un calciatore congolese (Repubblica del Congo), centrocampista del Northampton Town e della nazionale congolese.

## Carriera

### Club
Hondermarck ha iniziato la sua carriera calcistica in Irlanda nei settori giovanili di Shelbourne e Drogheda Utd. Proprio con quest'ultimo club ha debuttato in prima squadra nel corso della stagione 2018 di First Division.
Il 22 gennaio 2019 è stato acquistato a titolo definitivo dal Norwich City, che l'ha assegnato alla formazione Under-18. Promosso in Under-23, nel mercato invernale del 2021 è passato in prestito all'Harrogate Town dove ha giocato in Football League Two.
Rimasto svincolato al termine della stagione, il 10 settembre 2021 ha firmato un contratto con il Barnsley. Cinque giorni dopo ha debuttato in Championship nell'incontro pareggiato 1-1 contro lo Stoke City.
Il 26 gennaio 2023 ha lasciato a titolo definitivo il club biancorosso ed è passato al Northampton Town.

### Nazionale
Nel giugno del 2023 viene convocato per la prima volta dal Rep. del Congo.
L'11 giugno 2024 ha debuttato con la nazionale congolese nell'incontro di qualificazione per il campionato mondiale 2026 perso 6-0 contro il Marocco.

## Statistiche

### Presenze e reti nei club
Statistiche aggiornate all'11 giugno 2024.
| Stagione        | Squadra          | Campionato      | Campionato | Campionato | Coppe nazionali | Coppe nazionali | Coppe nazionali | Coppe continentali | Coppe continentali | Coppe continentali | Altre coppe | Altre coppe | Altre coppe | Totale | Totale | Totale |
| Stagione        | Squadra          | Comp            | Pres       | Reti       | Comp            | Pres            | Reti            | Comp               | Pres               | Reti               | Comp        | Pres        | Reti        | Pres   | Reti   |        |
| --------------- | ---------------- | --------------- | ---------- | ---------- | --------------- | --------------- | --------------- | ------------------ | ------------------ | ------------------ | ----------- | ----------- | ----------- | ------ | ------ | ------ |
| 2018            | Drogheda Utd     | 1D              | 14         | 0          | CI+CdL          | 0+1             | 1               |                    | -                  | -                  |             | -           | -           | 15     | 1      |        |
| 2020-gen. 2021  | Norwich City     | FLC             | 0          | 0          | FACup+CdL       | 0               | 0               |                    | -                  | -                  |             | -           | -           | 0      | 0      |        |
| gen.-giu. 2021  | Harrogate Town   | FL2             | 3          | 0          | FACup+CdL       | 0               | 0               |                    | -                  | -                  | FLT         | 0           | 0           | 3      | 0      |        |
| 2021-2022       | Barnsley         | FLC             | 9          | 0          | FACup+CdL       | 1+0             | 0               |                    | -                  | -                  |             | -           | -           | 10     | 0      |        |
| 2022-gen. 2023  | Barnsley         | FL1             | 2          | 0          | FACup+CdL       | 0               | 0               |                    | -                  | -                  | FLT         | 0           | 0           | 2      | 0      |        |
| gen.-giu.2023   | Northampton Town | FL2             | 17         | 1          | FACup+CdL       | 1+2             | 0               |                    | -                  | -                  | FLT         | 2           | 0           | 22     | 1      |        |
| 2023-2024       | Northampton Town | FL1             | 29         | 1          | FACup+CdL       | 1+1             | 0               |                    | -                  | -                  | FLT         | 1           | 0           | 32     | 1      |        |
| Totale carriera | Totale carriera  | Totale carriera | 74         | 2          |                 | 7               | 1               |                    | -                  | -                  |             | 3           | 0           | 84     | 3      |        |

### Cronologia presenze e reti in nazionale
| Cronologia completa delle presenze e delle reti in nazionale ― Rep. del Congo | Cronologia completa delle presenze e delle reti in nazionale ― Rep. del Congo | Cronologia completa delle presenze e delle reti in nazionale ― Rep. del Congo | Cronologia completa delle presenze e delle reti in nazionale ― Rep. del Congo | Cronologia completa delle presenze e delle reti in nazionale ― Rep. del Congo | Cronologia completa delle presenze e delle reti in nazionale ― Rep. del Congo | Cronologia completa delle presenze e delle reti in nazionale ― Rep. del Congo | Cronologia completa delle presenze e delle reti in nazionale ― Rep. del Congo |
| Data                                                                          | Città                                                                         | In casa                                                                       | Risultato                                                                     | Ospiti                                                                        | Competizione                                                                  | Reti                                                                          | Note                                                                          |
| ----------------------------------------------------------------------------- | ----------------------------------------------------------------------------- | ----------------------------------------------------------------------------- | ----------------------------------------------------------------------------- | ----------------------------------------------------------------------------- | ----------------------------------------------------------------------------- | ----------------------------------------------------------------------------- | ----------------------------------------------------------------------------- |
| 11-6-2024                                                                     | Bloemfontein                                                                  | Rep. del Congo                                                                | 0 – 6                                                                         | Marocco                                                                       | Qual. Mondiali 2026                                                           | -                                                                             | 78’                                                                           |
| Totale                                                                        |                                                                               | Presenze                                                                      | 1                                                                             |                                                                               | Reti                                                                          | 0                                                                             |                                                                               |